# 2017年度勁歌金曲得獎名單
《2017年度勁歌金曲頒獎典禮》於2017年12月30日晚上8時30分在將軍澳電視廣播城一號錄影廠舉行，本屆頒獎禮以「Music is Everywhere and Anywhere」為主題，並由陸浩明、馮盈盈及麥明詩擔任司儀。
本年度大會把「最受歡迎男歌星」及「最受歡迎女歌星」合併為「最受歡迎歌星獎」，男女歌手將一起競逐此獎項。
李克勤在本屆頒獎禮中勇奪四獎成為大贏家，亦是他相隔11年後再度獲頒「最受歡迎歌星獎」。

## 歌曲獎項

### 勁歌金曲獎
|          | 歌曲           | 主唱         | 作曲                | 填詞           | 編曲           | 監製                     |
| -------- | -------------- | ------------ | ------------------- | -------------- | -------------- | ------------------------ |
| 第一首   | 天網           | 周柏豪       | 張家誠              | 張美賢         | 周錫漢、黃兆銘 | 何哲圖、周錫漢           |
| 第二首   | 我不會撒嬌     | 何雁詩       | 張家誠              | 張美賢         | 張家誠         | 何哲圖、韋景雲           |
| 第三首   | 安全感         | JW王灝兒     | 林家謙              | 陳詠謙         | 周錫漢、黃兆銘 | 周錫漢                   |
| 第四首   | 較早前錄影     | 吳浩康       | 徐 浩               | 黃偉文         | 徐 浩、黃兆銘  | 徐 浩                    |
| 第五首   | 琢磨           | 許靖韻       | 賴映彤              | 陳詠謙         | 王雙駿         | 王雙駿                   |
| 第六首   | 到此一遊       | 胡鴻鈞       | 張家誠              | 張美賢         | 張家誠         | 何哲圖、韋景雲           |
| 第七首   | 朋友身份       | 胡鴻鈞       | Larry Wong          | 林若寧         | Larry Wong     | 舒 文                    |
| 第八首   | 忘記我自己     | HANA菊梓喬   | 張家誠              | 張美賢         | Johnny Yim     | 何哲圖、韋景雲           |
| 第九首   | 一輩子守候     | HANA菊梓喬   | 張家誠              | 張美賢         | 張家誠         | 何哲圖、韋景雲           |
| 第十首   | 戰勝吧         | 鄭俊弘       | 徐洛鏘              | 楊 熙          | 徐洛鏘         | 何哲圖、韋景雲           |
| 第十一首 | BB             | Rainky蔚雨芯 | 雷頌德              | 小 克          | 雷頌德         | 雷頌德                   |
| 第十二首 | 帶著骨灰去旅行 | 洪卓立       | Kenix Cheang        | 黃偉文         | Kenix Cheang   | 舒 文、Kenix Cheang      |
| 第十三首 | 陪著你走       | 譚嘉儀       | 盧冠廷              | 唐書琛         | 朱俊傑         | 何哲圖、朱俊傑           |
| 第十四首 | 畢業之後       | 林欣彤       | 朱俊傑              | 楊 熙          | 朱俊傑         | 何哲圖、韋景雲           |
| 第十五首 | 傷心到變形     | 吳業坤       | 吳業坤、Cousin Fung | 陳詠謙         | Edward Chan    | Edward Chan、Cousin Fung |
| 第十六首 | 長相廝守       | ToNick       | ToNick              | 梁栢堅、薑檸樂 | ToNick         | Adrian Chan、ToNick      |
| 第十七首 | 一刻戀上       | C AllStar    | 簡、賴映彤          | 黃偉文         | 賴映彤         | 簡                       |
| 第十八首 | 習慣愛你       | 泳 兒        | 譚冰堯              | 李峻一         | 陳子龍、黃兆銘 | 陳子龍                   |
| 第十九首 | C3PO           | 李克勤       | 鄺尚開              | 李克勤         | 馮翰銘         | 馮翰銘                   |
| 第二十首 | 失魂記         | 李克勤       | 馮翰銘              | 林若寧         | 馮翰銘         | 馮翰銘                   |

| 01 | 此刻無價            | C AllStar        |
| 02 | 靈魂進化            | C AllStar        |
| 03 | 一刻戀上            | C AllStar        |
| 04 | 兄兄我我            | C AllStar        |
| 05 | 忘記我自己          | HANA菊梓喬       |
| 06 | 久別重逢            | HANA菊梓喬       |
| 07 | 手中沙              | HANA菊梓喬       |
| 08 | 一輩子守候          | HANA菊梓喬       |
| 09 | 七歲                | HANA菊梓喬       |
| 10 | 安全感              | JW王灝兒         |
| 11 | 小故事              | JW王灝兒         |
| 12 | 原來只因深愛著      | JW王灝兒、吳業坤 |
| 13 | 煉獄健身室          | On@C AllStar     |
| 14 | Cc                  | Rainky蔚雨芯     |
| 15 | BB                  | Rainky蔚雨芯     |
| 16 | 從今以後            | Super Girls      |
| 17 | 說再見了吧          | Supper Moment    |
| 18 | 長相廝守            | ToNick           |
| 19 | 這一個夜            | 太 極            |
| 20 | 心眼                | 王浩信           |
| 21 | 陪著你走            | 王浩信、譚嘉儀   |
| 22 | 我怎會如此          | 伍富橋           |
| 23 | 失魂記              | 李克勤           |
| 24 | C3PO                | 李克勤           |
| 25 | 黑膠                | 李克勤           |
| 26 | 愛近在眼前          | 何雁詩           |
| 27 | 我不會撒嬌          | 何雁詩           |
| 28 | 太想討好你          | 何雁詩           |
| 29 | 較早前錄影          | 吳浩康           |
| 30 | 傷心到變形          | 吳業坤           |
| 31 | 演員                | 吳業坤           |
| 32 | 安守本份            | 谷 微            |
| 33 | 天網                | 周柏豪           |
| 34 | 畢業之後            | 林欣彤           |
| 35 | 奇怪                | 林欣彤           |
| 36 | 有淚多好            | 林奕匡           |
| 37 | 難得一遇            | 林奕匡           |
| 38 | 停止繁殖            | 林奕匡           |
| 39 | 習慣愛你            | 泳 兒            |
| 40 | 一隻小豬            | 泳 兒            |
| 41 | 閃先                | 洪卓立           |
| 42 | 帶著骨灰去旅行      | 洪卓立           |
| 43 | 願望樹              | 胡 琳            |
| 44 | 到此一遊            | 胡鴻鈞           |
| 45 | 朋友身份            | 胡鴻鈞           |
| 46 | 情人自擾            | 胡鴻鈞           |
| 47 | It's My Day         | 孫耀威           |
| 48 | 琢磨                | 許靖韻           |
| 49 | Shut Up             | 許靖韻           |
| 50 | 磚頭                | 陳柏宇           |
| 51 | 霸氣情歌            | 陳柏宇           |
| 52 | 行屍走肉            | 陳柏宇           |
| 53 | 時間做證            | 陳曉東           |
| 54 | 聽你說願意          | 鄭世豪           |
| 55 | 戰勝吧              | 鄭俊弘           |
| 56 | 地盡頭              | 鄭俊弘           |
| 57 | 風沙                | 鄭俊弘           |
| 58 | 真心真意            | 鄭俊弘、何雁詩   |
| 59 | 陽光小姐            | 糖 妹            |
| 60 | 在這家              | 糖 妹            |
| 61 | Be Water, My Friend | 鍾舒漫           |
| 62 | 小碎步              | 鍾舒漫           |
| 63 | 從不信自己          | 鍾舒漫           |
| 64 | 閃光                | 顏卓靈           |
| 65 | 日落大道            | 羅力威           |
| 66 | 我不歸去            | 譚嘉儀           |
| 67 | 陪著你走            | 譚嘉儀           |
| 68 | 最後也分開          | 譚嘉儀           |
| 69 | 慾望面前            | 譚耀文           |
| 70 | 死亡之吻            | 關楚耀           |

### 最佳合唱歌曲
- 金獎：陪著你走 - 王浩信、譚嘉儀
- 銀獎：原來只因深愛著 - JW王灝兒、吳業坤
- 銅獎：欲言又止 - 王浩信、HANA菊梓喬

## 歌手獎項

### 最佳樂隊組合獎
- 金獎：C AllStar
  -  上榜歌曲：兄兄我我、一刻戀上、靈魂進化、此刻無價
  -  演繹歌曲：一刻戀上
- 銀獎：Supper Moment
  -  上榜歌曲：說再見了吧、靈感床
  -  演繹歌曲：說再見了吧、長相廝守、喜氣洋洋（與ToNick合唱）
- 銅獎：ToNick
  -  上榜歌曲：長相廝守
  -  演繹歌曲：說再見了吧、長相廝守、喜氣洋洋（與Supper Moment合唱）

### 最佳唱作歌手
- 金獎：糖　妹
  -  上榜歌曲：在這家、陽光小姐
  -  演繹歌曲：陽光小姐
- 銀獎：王嘉儀
  -  派台歌曲：深淵、U GOT ME MAD (給男神的面書)
- 銅獎：羅力威
  -  派台歌曲：日落大道

### 最佳唱跳藝人
- 鍾舒漫
  -  上榜歌曲：從不信自己、小碎步、Be Water, My Friend
  -  演繹歌曲：小碎步

## 新人獎項

### 最受歡迎新人獎
- 金獎：谷婭溦
  -  上榜歌曲：安守本份
  -  演繹歌曲：安守本份
- 銀獎：顏卓靈
  -  上榜歌曲：閃光、惡女
- 銅獎：伍富橋
  -  上榜歌曲：我怎會如此

| 最受歡迎新人獎候選名單 | 最受歡迎新人獎候選名單 | 最受歡迎新人獎候選名單 | 最受歡迎新人獎候選名單 | 最受歡迎新人獎候選名單 |
| ---------------------- | ---------------------- | ---------------------- | ---------------------- | ---------------------- |
| Lydia劉敬雯            | MFM                    | TIFF陳蔚琦             | 丁可欣                 |                        |
| 王嘉儀                 | 伍富橋                 | 余香凝                 | 谷婭溦                 |                        |
| 林若盈                 | 徐加晴                 | 陳 蕾                  | 黃意雅                 |                        |
| 顏卓靈                 |                        |                        |                        |                        |

## 五大年度獎項

### 最高人氣歌星獎
- 周柏豪
  -  上榜歌曲：天網
  -  演繹歌曲：天網

### 最佳演繹男歌星
- 胡鴻鈞
  -  上榜歌曲：情人自擾、朋友身份、到此一遊、遙不可及
  -  演繹歌曲：朋友身份、遙不可及（與蔣志光合唱）

### 最佳演繹女歌星
- HANA菊梓喬
  -  上榜歌曲：七歲、一輩子守候、手中沙、久別重逢、忘記我自己
  -  演繹歌曲：一輩子守候、忘記我自己

### 最受歡迎歌星獎
- 李克勤
  -  上榜歌曲：C3PO、失魂記、黑膠
  -  演繹歌曲：C3PO、失魂記
  -  最後五強：李克勤、胡鴻鈞、周柏豪、HANA菊梓喬、鄭俊弘

| 最受歡迎歌星獎候選名單（以歌手名稱筆劃序） | 最受歡迎歌星獎候選名單（以歌手名稱筆劃序） | 最受歡迎歌星獎候選名單（以歌手名稱筆劃序） | 最受歡迎歌星獎候選名單（以歌手名稱筆劃序） | 最受歡迎歌星獎候選名單（以歌手名稱筆劃序） |
| ------------------------------------------ | ------------------------------------------ | ------------------------------------------ | ------------------------------------------ | ------------------------------------------ |
| HANA菊梓喬                                 | JW王灝兒                                   | Rainky蔚雨芯                               | 李克勤                                     |                                            |
| 何雁詩                                     | 吳浩康                                     | 吳業坤                                     | 周柏豪                                     |                                            |
| 林欣彤                                     | 林奕匡                                     | 泳 兒                                      | 洪卓立                                     |                                            |
| 胡鴻鈞                                     | 孫耀威                                     | 許靖韻                                     | 陳柏宇                                     |                                            |
| 陳曉東                                     | 鄭俊弘                                     | 鍾舒漫                                     | 羅力威                                     |                                            |
| 譚嘉儀                                     | 關楚耀                                     |                                            |                                            |                                            |

### 勁歌金曲金獎
- 失魂記 - 李克勤

## 表演環節

### 香港小姐舞蹈表演
由於電視台於2017年播出的劇集《降魔的》受到廣泛議論，主題曲《到此一遊》亦為觀眾所認識，故此電視台亦安排五位香港小姐黃心穎、蔡思貝、馮盈盈、邵佩詩、張寶兒聯同藝員林師傑、周志康為此曲拍攝跳舞版音樂視頻，以間接宣傳《勁歌金曲頒獎典禮》，而五位香港小姐亦於頒獎典禮中作現場演出。
在2018年1月6日所播出的《失驚無神頒獎典禮》電視節目中，五位香港小姐所組成的歌唱組合，被電視台的視頻平台big big channel頒發《最噴血女團獎》，在電視畫面中，官方表示《到此一遊》的跳舞版音樂視頻共有1,110,593次點擊，並由主持人陸浩明於2017年12月30日在《勁歌金曲頒獎典禮》節目完成後，於後台向五人頒發此獎項。

## 節目迴響
在節目播出後，網上出現了一些對節目的意見，包括：
- 司儀麥明詩表情呆滯，未能及時回應其他主持人及嘉賓的發言，另因箍牙關係，當她講解賽果受會計師樓監察時，將會計師錯說成「會雞師」，引起現場觀眾發笑。
- 司儀馮盈盈化妝妝容太濃烈，看起來像殭屍，同時馮盈盈亦咬字不清，並出現懶音，將「你有份」說成「你有搵」，在頒獎典禮尾段時，馮盈盈亦自嘲說「今晚我都已經錯咗好多」；但亦有網民認為，頒獎典禮並不吸引，馮盈盈才是吸引觀眾收看典禮的因素。
- 李克勤要跟四名後輩爭奪「最受歡迎歌星獎」，被視為荒謬。

對於外界對節目的意見，三位司儀於典禮後翌日，分别於社交平台留言回應：
- 麥明詩：「感激昨晚有主持勁歌的機會，坦白來說由收到消息至到完成演出都是戰戰兢兢。演出當晚當然有很多做得不夠好的地方；深深地體會到做司儀是十分具挑戰性。歌手說話長短、反應全部也預計不到，也不能排練，所以每一部分都要臨時作出很大的改動。見到6號（陸浩明）如何去應變，令自己得益很多，亦漸漸學習去放鬆自己。凡事都有第一次，很開心在2017年完結之前又可以有一個不一樣的嘗試，希望2018年可以繼續努力，多看Do姐（鄭裕玲）主持的節目以作學習並且不斷進步，能帶給觀眾更多不同的節目和感覺。」[3]
- 馮盈盈：「2017年完結前，慶幸自己又有多一個第一次：第一次擔任大型典禮司儀，就是主持其中一個突發狀況最多的直播節目——《勁歌金曲頒獎典禮》。由收到通告那刻就知道這是一個大挑戰，即使再多準備和排練都一定會有變數，所以最考司儀的臨場應變和轉數。昨晚說我不緊張就騙人的，第一次主持就要對住一大班專業歌手，還要先又唱又跳表演，期間還因爲節目超時而不斷有改動，全日無一刻放鬆過。回看昨晚表現，自己還有很多地方要改善和學習。」她感謝另外兩位司儀陸浩明和麥明詩，表示：「從你們身上學到了很多主持技巧，自己也知道無論背後難處或苦衷如何，最著眼還是出來的表演成果，感謝台前幕後的所有工作人員，全靠你們在背後用心策劃和籌備才有這個Good Show。當然還有所有出席參與的歌手，你們的表演十分出色，你們是整晚的主角，最後要恭喜所有得獎歌手，多謝你們為廣東歌作出的貢獻。2018年快到，寄予自己新一年繼續進步，吸收更多經驗，變得更熟練，2018年再見大家！」[4]
- 陸浩明：「第一次做勁歌金曲頒奬禮司儀，三粒鐘絕不簡單，有冇支持嗎？辛苦兩位新拍檔精彩嘅一晚，好感動可以頒奬比偶像！恭喜克勤！」[5]他又勉勵另一司儀麥明詩，表示麥明詩第一次擔任大型現場直播電視節目，表現已不錯，自己也碰釘多次才稍為提升表現，下次再擔任司儀便不成問題了。

## 備註
1. ↑  《【勁歌總選】TVB五小花為頒獎禮採排　爆《到此一遊》MV洗過百萬 （页面存档备份，存于）》(香港01，2017年12月29日)
2. ↑  《【勁歌總選】麥明詩馮盈盈數白欖亂Rap　un住跳抖肩舞似痙攣 （页面存档备份，存于）》(香港01，2017年12月31日)
3. ↑  《感激昨晚有主持勁歌的機會 （页面存档备份，存于）》(麥明詩 Facebook Page, 2017-12-31)
4. ↑  《 （页面存档备份，存于）》(馮盈盈 Facebook Page, 2017-12-31)
5. ↑  《 （页面存档备份，存于）》(陸浩明 Facebook Page, 2017-12-30)